# Emu małe
Emu małe (Dromaius novaehollandiae baudinianus) – wymarły podgatunek emu, nielotnego ptaka z podrodziny emu (Dromaiinae) w rodzinie kazuarowatych (Casuariidae). Podobnie jak w przypadku emu czarnego (Dromaius novaehollandiae minor) kwestią sporną pozostaje, czy był to osobny gatunek, czy też podgatunek emu zwyczajnego (Dromaius novaehollandiae). Zamieszkiwał niegdyś Wyspę Kangura leżącą we wschodniej części Wielkiej Zatoki Australijskiej, u południowych wybrzeży Australii.

## Opis i ekologia
Ptak ten był, podobnie jak blisko spokrewnione z nim emu czarne, znacznie mniejszy od kontynentalnego emu zwyczajnego.
Oficjalnie został odkryty przez angielskiego podróżnika Matthew Flindersa w 1802, jednak jest wielce prawdopodobne, że ptaki tego gatunku spotykane były już wcześniej przez łowców fok i wielorybów, którzy mogli sporadycznie na nie polować.
Ekologia tych ptaków została słabo poznana. Wiadomo tylko, że zamieszkiwały najbardziej niedostępne, lesiste części wyspy, a wieczorami wychodziły także na wybrzeże.

## Przyczyny i okoliczności wymarcia
Zostały wytępione przez europejskich osadników, którzy dotarli tu wkrótce po odkryciu wyspy przez Matthew Flindersa w 1802 (wcześniej wyspa była niezamieszkana). Możliwe również, że do wyginięcia tych ptaków przyczyniło się zmniejszenie ich siedlisk wskutek pożarów lasów. Z 1837 pochodzi wzmianka, że nie spotkano żadnego osobnika od 10 lat; za datę wymarcia przyjmuje się rok 1827.
Znany jest wyłącznie z relacji obserwatorów oraz ze szczątków kostnych, przechowywanych m.in. w South Australian Museum w Adelaide; pierwsze znalezisko (1903) pochodzi ze wzgórz w zachodniej części przylądka Gantheaume na Wyspie Kangura.
Domniemany okaz tego ptaka znajduje się w Geneve Museum w Genewie, lecz nie jest do końca pewne, czy jest to emu małe, czy tylko młody osobnik emu zwyczajnego.